# Semitismus
Mit dem Ausdruck Semitismus bezeichnet man sprachwissenschaftlich eine Anleihe an Konstruktions- oder Ausdrucksweisen, wie sie in  semitischen Sprachen üblich ist. Diese Verwendung ist analog z. B. zu Germanismus, Anglizismus usw. – von ungefähr 1860 bis ungefähr 1920 auch verwendet worden, um das „ausschließlich vom ethnologischen Standpunkt aus betrachtete Judentum“ zu bezeichnen.
Der Begriff Semitismus wird auch im Sinne einer Gesamtheit orientalischer Kultur gebraucht.
Darüber hinaus wurde der Ausdruck verwendet für „alle negativ bewerteten Komponenten der Moderne, für den Kapitalismus, die Emanzipation der bürgerlichen Gesellschaft und ihren pluralistisch-antagonistischen Charakter, das traditionskritische Literatentum, aufklärerische Ideen oder die ‚Veräußerlichung‘ der Zivilisation“. Diese Verwendungsweise hat ihren Ursprung in der Einführung des Begriffs Semiten durch August Ludwig von Schlözer (1781), seiner Einführung in die Sprachwissenschaft durch J. G. Eichhorn (1787) und in die Völkerkunde, schließlich in der Rassentheorie von Gobineau sowie in einem nicht mehr an die Religion gebundenen Gebrauch des Begriffs „Jude“. Diese Entwicklung bildete den Hintergrund für die antijüdische Konstruktion eines „Geistes des Judentums“ z. B. bei Hegel und Junghegelianern, die das Judentum als „Selbstentfremdung“ des Menschen beschreiben, schließlich bei Karl Marx und den Frühsozialisten, die ihm einen „kapitalistischen Geist“ zuschreiben. In diesem Sinne bezeichneten sich deutsche Gegner des Judentums in der Zeit nach dem Gründerkrach als Antisemiten und gründeten 1879 unter Leitung von Wilhelm Marr eine Antisemitenliga.